# John Rowlands
John Rowlands (Liverpool, 7 de febrero de 1947 - abril de 2020) fue un futbolista profesional inglés que jugó como defensor y delantero. Activo en Inglaterra, Sudáfrica y Estados Unidos, hizo casi 400 apariciones en una carrera de 13 años. 

## Carrera
Nacido en Liverpool, Rowlands comenzó su carrera en el fútbol no liga con Marine y Skelmersdale United, antes de fichar por Mansfield Town como aficionado en octubre de 1967. Luego jugó profesionalmente en Inglaterra, Sudáfrica y Estados Unidos para Mansfield Town, Torquay United, Exeter City, Cape Town City, Stockport County, Barrow, Workington, Crewe Alexandra, Seattle Sounders, Hartlepool United, San Jose Earthquakes, los Oakland Stompers y los Tulsa Roughnecks.

## Vida y muerte posteriores
Después de la jubilación, Rowlands se mudó a Florida y abrió varios bares y restaurantes, antes de regresar al Reino Unido.
Su fallecimiento anunció el 26 de abril de 2020, a la edad de 73 años, de COVID-19.